# Ramon Felip

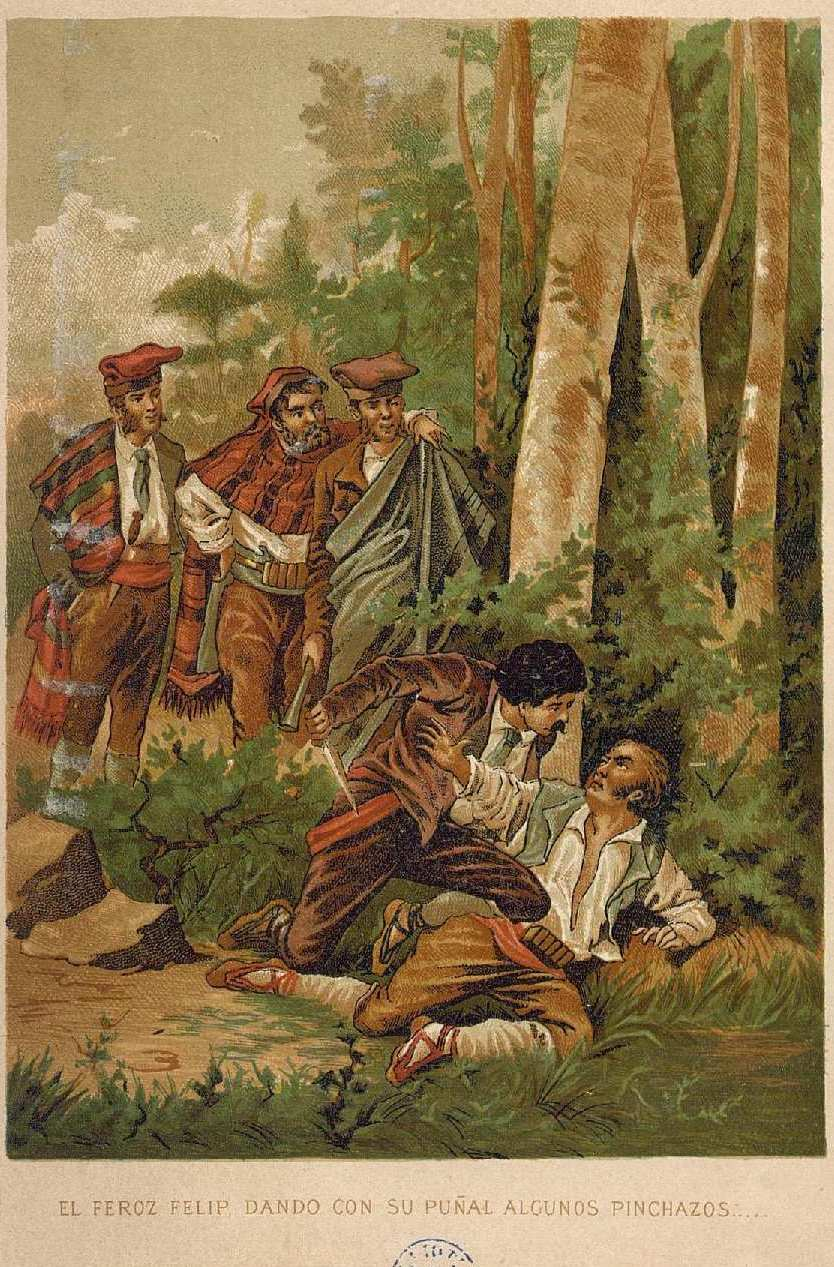
Ilustración de la obra de Rafael del Castillo, Los bandidos célebres españoles episodios históricos referentes a los más famosos bandidos / reunidos por Álvaro Carrillo e ilustrados con cromos de reputados artistas, Barcelona, Jaime Seix editor, 1892. T. I, Los trabucaires, cap. V: «El feroz Felip. dando con su puñal algunos pinchazos...»

Ramón Vicens Prada, conocido como Ramon Felip (San Lorenzo de la Muga, 1807-Vich, 1842) fue un guerrillero carlista, el más célebre jefe de los trabucaires, como se conoció a las partidas de bandoleros que quedaron activas en las comarcas interiores de Cataluña al finalizar la primera guerra carlista, tras la firma del Convenio de Vergara y la salida de España de Ramón Cabrera el 6 de julio de 1840. 
Tras protagonizar asaltos a diligencias y secuestros de ricos propietarios, el 3 de junio de 1842 Felip cayó por sorpresa sobre Ripoll y saqueó la población. Perseguido por las tropas del capitán general de Cataluña Antonio Van Halen, que dictó bandos sanguinarios amenazando con pena de muerte a las autoridades locales que, teniendo conocimiento de la presencia de la partida en su jurisdicción, no diesen parte a la tropa y a cualquiera que le diese protección, buscó refugio en una masía cercana a Sant Andreu de la Vola donde, gravemente herido, fue apresado y conducido a Vich para ser ejecutado en la madrugada del 2 de julio de 1842.
Felip habría hecho la guerra en Cataluña acabándola con empleo de capitán graduado de teniente coronel por su comportamiento en la toma de Verges. Finalizada la guerra y tras un corto exilio entró en Cataluña desde Francia el 1 de mayo de 1841 al frente de una cuadrilla de unos sesenta hombres, llevando con ellos a un fraile capuchino con la esperanza de reavivar la guerra en favor del pretendiente. Fracasado el intento por la fría acogida de la población y abandonado por el capuchino y una veintena de sus hombres, Felip cambió sus objetivos, convirtiéndose en adelante en jefe de una partida de bandoleros. El 12 de abril de 1842 Tomás Bruguera, comandante de la milicia nacional y jefe político de la provincia de Gerona, dictó un primer bando por el que ofrecía una recompensa de una onza de oro a todo aquel que le presentase a un «latro-faccioso», recompensa que sería de mayor valor si el cautivo era un cabecilla, «y aun de más consideración si el aprehendido fuese el mismo Ramon Felip».
Según Ortega y Espinós, en su novelada historia de los mozos de escuadra, estrechándole estos el cerco, Felip se vio obligado a dividir sus tropas, colocando al mando de una parte de ellas a Rafael Sala «Planademunt», y fueron los hombres de Sala quienes lo hirieron gravemente abandonándolo luego en la cueva donde días más tarde lo capturaron los mozos, que, siempre correctos, le exhortaron a acordarse de Dios y de la Virgen y no le quisieron dar muerte allí mismo, pese a que él se lo suplicase, para ponerlo en manos de la justicia. Un final distinto es el que tiene en el no menos novelesco capítulo dedicado a los trabucaires por Rafael del Castillo, en la serie que dedicó a Los bandidos célebres españoles, donde es el prometido de una doncella a la que violó Felip en vísperas de su matrimonio quien, tras hacerse pasar por bandido con ánimo de venganza y lograr ser admitido en la partida lo hirió gravemente y delató a los mozos.